# High Intensity Runway Lighting
In aeronautica, l'HIRL (sigla dell'inglese High Intensity Runway Lighting: illuminazione ad alta intensità per piste) è parte del sistema elettrico di illuminazione della pista di atterraggio di un aeroporto (REL Runway Edge Lights: luci di bordo pista) costituito da una serie di luci bianche. Come le altre luci di bordo pista, il sistema HIRL viene utilizzato durante i periodi di oscurità o in condizioni di limitata visibilità per delineare i bordi di una pista aeroportuale. L'intensità dell'illuminazione del sistema HIRL è regolata da appositi sistemi manovrati da personale addetto alla torre di controllo a seconda delle condizioni atmosferiche e del momento della giornata.
Le luci che compongono il sistema HIRL devono emettere luce bianca eccetto quelle color ambra che vengono posizionate negli ultimi 2 000 piedi della pista: le luci sono collocate lungo la pista a 10 piedi di distanza dal bordo e non devono essere distanziate più di 200 piedi l'una dall'altra.